# Don’t Leave Home
«Don't Leave Home» ― третий сингл со второго альбома британской певицы Дайдо, Life for Rent. Он был официально выпущен 10 апреля 2004 года. В Великобритании он достиг 25-го места в UK Singles Chart и держался в течение девяти недель.

## История
Песня тесно связана с темой наркомании. Она написана и спета с точки зрения наркотика, поющего человеку, который зависим от него. Первоначально это была демоверсия, записанная для альбома No Angel, но вместо этого она была включена в альбом Life for Rent. Авторами и продюсерами песни выступили Дайдо и ее брат Ролло. 

## Музыкальное видео
Клип Джейка Навы на песню «Don't Leave Home» начинается с того, что Дайдо едет по пустынной дороге, когда темнеет. Внезапно она оказывается перед лесом. Дайдо выходит из машины, бросает чемодан на землю и входит в лес. Некоторые темы и декорации подразумевают наркоманию, например, туманные аффекты, лес, наполненный грибами, и галлюцинации пауков и змей. Она выходит из леса и натыкается на огромный, похожий на скалу утес у океана. Она спокойно поет у обрыва, прежде чем прыгнуть в океан, и оказывается на широкой полосе с белым песком, поющим океану. Видео заканчивается тем, что автомобиль едет дальше с ломаными белыми линиями. Видео было снято в Кейптауне, Южная Африка.

## Трек-лист
UK CD single
1. "Don't Leave Home"
2. "Stoned" (Deep Dish Stoner Remix edit)

European enhanced CD single
1. "Don't Leave Home" – 3:48
2. "Stoned" (Deep Dish Remix edit) – 4:00
3. "Don't Leave Home" (video with lyrics)

## Чарты
| Чарт (2004)                                | Высшая позиция |
| ------------------------------------------ | -------------- |
| Австрия (Ö3 Austria Top 40)                | 54             |
| Бельгия/Фландрия (Ultratop 50)             | 50             |
| Бельгия/Валлония (Ultratip Bubbling Under) | 2              |
| СНГ (TopHit)                               | 105            |
| Германия (GfK)                             | 67             |
| Греция (IFPI)                              | 24             |
| Ирландия (IRMA)                            | 35             |
| Нидерланды (Dutch Top 40)                  | 36             |
| Нидерланды (Single Top 100)                | 38             |
| Румыния (Romanian Top 100)                 | 29             |
| Шотландия (OCC Scotland)                   | 26             |
| Швейцария (Schweizer Hitparade)            | 45             |
| Великобритания (OCC UK Singles)            | 25             |
| США (Billboard Adult Pop Airplay)          | 22             |

| Чарт (2004)                      | Высшая позиция |
| -------------------------------- | -------------- |
| СНГ (TopHit)                     | 52             |
| США (Billboard Dance Club Songs) | 1              |